# Sante Calogero
Sante Calogero (Mili San Marco, 17 luglio 1928 – Messina, 30 novembre 2005) è stato un attore e doppiatore italiano.

## Biografia
Dopo aver fatto gli studi all'Academia Nazionale d'arte drammatica, si trasferì a Milano. Sposato con Maria Moretti, dalla quale ha avuto il figlio Giovanni.
Dal Teatro Angelicum di Milano partecipò nel 1959 alla messa in onda della trasmissione televisiva Le avventure di Pinocchio, programmata nell'ambito della TV dei ragazzi dell'allora neonata Rai. Per circa 25 anni fu attivo nella compagnia teatrale del Teatro Angelicum specializzata in adattamenti di commedie per ragazzi, tra le quali L'amore delle tre melarance di Carlo Gozzi, Alì Babà e i quaranta ladroni, I vestiti dell'Imperatore e Il principe fantasioso. Prestò la voce per la serie I cuccioli delle Fiabe sonore a un grasso grosso corvo.
Doppiatore di numerosi cartoni animati e attore di serie televisive: tra i suoi doppiaggi quelli del maschio papera Piero in Calimero e Mylock in I Cavalieri dello zodiaco. 
Dal 1986 al 1988 lavorò anche come cantante (con il soprannome di Enzima, per via di aver dato dopo la voce alla già citata serie animata del corpo umano) per le Edizioni Musicali Cielo in tre rispettive canzoni: Serafin gaveva un sifolo (con Cristina Paltrinieri), E ora il fiasco non c'è più, Ehi-oh! Cantando lavoriam (con Tony). Nello stesso periodo fu Sam, il nonno di Licia, nei telefilm Love me Licia, Licia dolce Licia, Teneramente Licia e Balliamo e cantiamo con Licia, tutti con protagonisti Salvatore Landolina, Emanuela Folliero, Federica Panicucci, Corrado, Marco Bellavia, Pasquale Finicelli e Cristina D'Avena.
Dal 1985 al 1997 lavorò al Piccolo Teatro di Milano con Giorgio Strehler.

## Programmi televisivi
- Le avventure di Pinocchio (1959)

## Filmografia
- Aquila bianca, regia di Alessandro Brissoni, trasmessa il 4 gennaio 1962.
- La donna del mare, regia di Sandro Sequi, trasmessa il 21 dicembre 1963.
- Antonello capobrigante calabrese, regia di Ottavio Spadaro, trasmessa l'8 luglio 1964.
- Love Me Licia – serie TV (1986)
- Licia dolce Licia – serie TV (1987)
- Teneramente Licia – serie TV (1987)
- Balliamo e cantiamo con Licia – serie TV (1988)
- Cristina, l'Europa siamo noi – serie TV (1991)
- I giganti della montagna di Luigi Pirandello, regia di Giorgio Strehler, trasmessa il 4 novembre 1995.

## Doppiaggio

### Serie animate
- Mylock ne I Cavalieri dello zodiaco
- George Saotome in Yu degli spettri
- Piero in Calimero (serie 1974) e Calimero (serie 1992)
- Neurotrasmettitore in Siamo fatti così
- Dottore in Capitan Harlock SSX - Rotta verso l'infinito
- Teodoro in Teodoro e l'invenzione che non va
- Testone in Il pericolo è il mio mestiere
- Tico in Il giro del mondo di Willy Fog
- Dotto in Biancaneve
- Dotegin il gorilla in Giatrus, il primo uomo
- Sacerdote del tempio in Magico Dan, super campione
- Oz in Alla ricerca del Cristallo Arcobaleno
- Dr. Leonardo in Viaggiando nel tempo
- Sceriffo di N.O.T.T. in Rocket Robin Hood